# Matildanjärvi
Matildanjärvi är en sjö vid Mathildedal by i kommunen Salo i landskapet Egentliga Finland i Finland. Sjön ligger 39,2 meter över havet. Arean är 57 hektar och strandlinjen är 8,26 kilometer lång. Sjön  ingår i Skärgårdshavets kustområde, Åland.   Den ligger omkring 44 kilometer sydöst om Åbo och omkring 110 kilometer väster om Helsingfors. 